# Santiago Formoso
Santiago Formoso (Vigo, España, 4 de julio de 1953) es un exfutbolista español nacionalizado estadounidense, que desarrolló su carrera deportiva en diferentes ligas de fútbol de los Estados Unidos durante los años 1976 y 1985, además también fue internacional absoluto en 7 ocasiones con la selección de fútbol de Estados Unidos.

## Trayectoria
Santiago Formoso nació en Vigo, España. Hijo de un marino mercante, emigró a los Estados Unidos en 1969. Estableciéndose en Nueva Jersey, Durante esa época asistió a la Escuela Superior Kearny (Nueva Jersey), graduándose en 1973. En esos años su padre trabajó de cocinero en Long Island, mientras que su madre trabajaba en una fábrica de ropa.
Después de la secundaria, Formoso asistió a la Universidad de Pennsylvania donde jugó en el equipo de fútbol. En la universidad se nacionalizó norteamericano. En 1976 Formoso abandona la universidad y ficha por el Hartford Bicentenarios de la North American Soccer League. Al final de la temporada 1977, los Bicentenarios trasladaron a Oakland (California) y Formoso decidió rescindir su contrato para permanecer cerca de su madre. Su siguiente equipo fue el mítico New York Cosmos. En Nueva York pasó dos temporadas antes de ser transferido a Los Angeles Aztecs. Sin embargo, solo jugó once partidos de la temporada 1980. En 1982, jugó en el Carolina Lightnin de la Liga de Fútbol Americano. El año 1984, ficha por el Charlotte Gold de la United League Soccer. Con el colapso de la ULS, Formoso se trasladó al norte para jugar con el equipo Greek American AA de la Cosmopolitan League Soccer hasta su retirada en el año 1985. Tras su retirada contrajo matrimonio con una cheerleader y actualmente reside en Newark, en donde regenta un negocio de alquiler de limusinas.

## Selección nacional
En 1975, durante su estancia en la universidad, Formoso fue seleccionado para jugar con la a la selección de fútbol olímpica de EE. UU., disputando la fase de clasificación de clasificación para los Juegos Olímpicos de 1976. Sin embargo, dos derrotas ante México en agosto de 1975 mantuvieron los EE. UU. fuera de los Juegos Olímpicos.
Formoso jugó el primero de sus siete partidos con la selección absoluta de fútbol de los Estados Unidos el 3 de octubre de 1976. Siendo un partido de clasificación para la Copa Mundial de la FIFA de 1978, dicho encuentro terminó en un empate sin goles contra la Selección de fútbol de México. El próximo partido de Formoso con el equipo nacional no terminó tan bien cuando los EE. UU. perdieron 3-0 contra México en la Ciudad de México. Formoso luego jugó en dos partidos amistosos contra Haití y contra Canadá, que eliminó a los EE. UU. de la pelea por la Copa del Mundo. Posteriormente Formoso jugó dos partidos en 1977, su última aparición con el equipo nacional fue una victoria por 1-0 contra China el 10 de octubre de 1977.

## Clubes
| Club                      | País           | Año         | Partidos | Goles |
| ------------------------- | -------------- | ----------- | -------- | ----- |
| Hartford Bicentennials    | Estados Unidos | 1976        | 24       | 0     |
| Connecticut Bicentennials | Estados Unidos | 1977        | 25       | 1     |
| New York Cosmos           | Estados Unidos | 1977 - 1979 | 43       | 2     |
| Los Angeles Aztecs        | Estados Unidos | 1979 - 1980 | 22       | 4     |
| Houston Hurricane         | Estados Unidos | 1980        | 10       | 0     |
| Charlotte Lightnin        | Estados Unidos | 1981        | 17       | 0     |
| Buffalo Stallions         | Estados Unidos | 1981 - 1982 | 17       | 0     |
| Charlotte Lightnin        | Estados Unidos | 1982 - 1983 |          |       |
| Charlotte Gold            | Estados Unidos | 1984        |          |       |
| Greek American AA         | Estados Unidos | 1985        |          |       |

## Palmarés

### Campeonatos nacionales
| Título                       | Club            | País           | Año  |
| ---------------------------- | --------------- | -------------- | ---- |
| North American Soccer League | New York Cosmos | Estados Unidos | 1978 |

## Logros
Santiago Formoso fue miembro del mítico New York Cosmos donde coincidió con jugadores de la talla de Pelé, Beckenbauer, Chinaglia, Johan Cruyff, Neeskens o Carlos Alberto. Además también fue el primer deportista español que gana un Anillo de Campeón en una Major League Norteamericana.

En el año 1995 Santiago Formoso pasó a formar parte del prestigioso salón de la fama del Condado de Hudson, en Nueva Jersey.

## Documental
Los periodistas Pedro Pablo Alonso y Rubén Pardiñas al conocer la historia de Santiago Formoso en el New York Cosmos, realizaron un documental titulado Alén do Cosmos, en el que se narran las experiencias del futbolista gallego en la liga de fútbol norteamericana y su estancia en el Cosmos de Nueva York. El documental comenzó a rodarse en el año 2013, entre otros contó con la colaboración del actor Luis Tosar, el futbolista Iago Aspas, el periodista de la televisión de Galicia Luis Timiraos o el entrenador de fútbol Paco Herrera.
El estreno del documental tuvo lugar el día 1 de diciembre del año 2016 en el auditorio del Ayuntamiento de Vigo, al pase del documental asistieron entre otros, Eduardo Berizzo, Iago Aspas o Sergio Álvarez.